# Kasteel Belfort (Libanon)

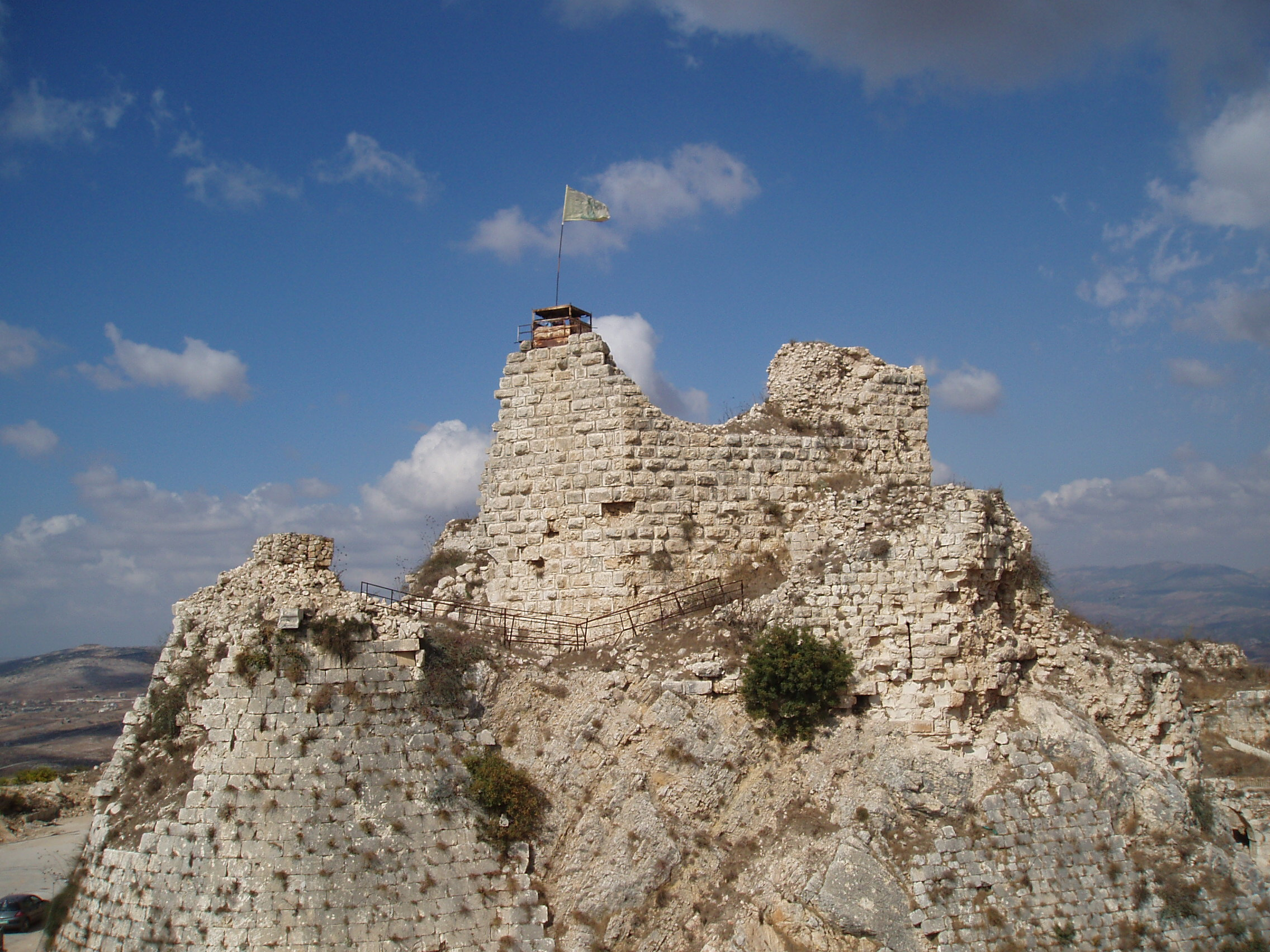
Foto uit 2005, andere zijde

Belfort of Beaufort  (Arabisch: قلعة الشقيف, Qala'at ash-Shqif, Hebreeuws: מבצר הבופור, Mivtsār hāBōfōr) is een kruisvaardersburcht in het Nabatiye (gouvernement), Zuid-Libanon, een kilometer van Arnoun.
Het kasteel werd "bel fort" of "beau fort" genoemd (vrij vertaald mooi kasteel) door de kruisvaarders die het in de 12e eeuw bezaten. De Arabische naam voor het kasteel is Qala'at ash-Shqif, wat betekent Kasteel van de hoge rots. De volledige Arabische naam is قلعة الشقيف ارنون (Qala'at ash-Shqif Arnoun).

## Geschiedenis
Er is weinig bekend over de plek voordat de kruisvaarders het rond 1139 in hun bezit namen, maar historici gaan ervan uit dat het kasteel gelegen op een 700 meter (2.100 voet) hoge rots (heuvel) een strategische positie innam, zelfs tijdens de Bijbelse en Romeinse periodes, en dat er al een structuur in die tijd bestond waarop het kasteel lag.
Nadat het in christelijk bezit was gekomen door koning Fulco, werd het kasteel overgedragen aan de Heren van Sidon. In 1189 belegerde Saladin het kasteel, terwijl Reginald van Sidon het verdedigde. Reginald kon de verdediging lang rekken, maar Saladin nam het kasteel in 1190 in bezit. De kruisvaarders kregen het kasteel in 1240 weer in handen, het werd door Reginalds kleinzoon Julian Grenier verkocht aan de Tempeliers in 1260. In 1268 veroverde de mammelukkenleider Baibars het kasteel, waarna het in de volgende eeuwen vrij kalm bleef in het gebied.